# Kemalpaşa (Artvin)
Kemalpaşa ist eine Kleinstadt und Verwaltungssitz (Merkez) des gleichnamigen Landkreises im Nordwesten der Provinz Artvin. Der Landkreis wurde am 25. August 2017 als letzter Landkreis des ganzen Landes durch Abspaltung aus dem Nachbarkreis Hopa gebildet. Die Kreisstadt vereint über 63 Prozent der Landkreisbevölkerung. Die Stadt liegt direkt am Schwarzen Meer, 32 Kilometer (Luftlinie) nordwestlich der Provinzhauptstadt Artvin. Bis zur nächsten Kreisstadt, der Küstenstadt Hopa, sind es etwa zehn Kilometer in südöstlicher Richtung.
Der Landkreis (İlçe) grenzt an die Kreise Borçka im Osten und Hopa im Süden. Im Norden bildet der Staat Georgien die Grenze. Neben der Kreisstadt besteht der Landkreis noch aus zwölf Dörfern (Köy) mit einer Durchschnittsbevölkerung von 273 Einwohnern. Köprücü ist dabei mit 733 Einwohnern das größte.

## Bevölkerung
Von Ende 2017 bis Ende 2018 stieg die Bevölkerung des Landkreises von 8.786 auf 9.537 und sank bis Ende 2022 wieder auf 8.954 Einwohner. Im gleichen Zeitraum stieg die Einwohnerzahl der Kreisstadt von 5.166 auf 6.482 und sank ebenfalls bis Ende 2022 auf 5.675 Einwohner.
Bis in die 2000er Jahre war Kemalpaşa der Sitz eines Bucak und konnte folgende Bevölkerungsstände zu den Volkszählungen aufweisen:
| 1965 | 1970  | 1975  | 1980  | 1985  | 1990  | 2000  |
| ---- | ----- | ----- | ----- | ----- | ----- | ----- |
| 840  | 1.215 | 1.369 | 1.819 | 2.168 | 2.658 | 4.124 |